# Hermetische Lyrik
Hermetische Lyrik werden Gedichte genannt, deren semantische Ebene sich einem unmittelbaren Verständnis entzieht. Dieser Begriff leitet sich von Hermes Trismegistos (griechisch Ἑρμῆς Τρισμέγιστος, „dreifach größter Hermes“), dem sagenhaften Autor der hermetischen Schriften und Urvater der Alchemie, ab.
Im hermetischen Gedicht löst sich der Autor von herkömmlichen Sprachstrukturen. Er chiffriert die Sprache und formt sie zugleich nach Prinzipien der Lyrik. Der zentrale Begriff der hermetischen Lyrik ist deshalb die Chiffre, die zusätzliche Bedeutungsebenen einführt. Deren „neue“, meist undurchsichtige Semantik, die durch Modifizierungen, Verschiebungen oder neue Fügungen des Autors vom Alltagsgebrauch der Wörter abweicht, ist für den Leser nicht auf den ersten Blick ersichtlich und bleibt manchmal sogar ganz verschlossen, weshalb die hermetische Lyrik auch oft der selbstreflexiven Lyrik zugerechnet wird. Auf jeden Fall fordert die Lektüre hermetischer Lyrik nicht nur hinsichtlich der formalen Eigenschaften des Textes, sondern eben bereits auf der semantischen Ebene eine besondere Anstrengung des Lesers, eine bewusste „Dechiffrierungsleistung“ steht vor dem Verstehen des Gedichtes. Ein berühmtes Beispiel für hermetische Lyrik ist Paul Celans Todesfuge, die mit den Worten „Schwarze Milch der Frühe“ beginnt.
Diese Form der Lyrik entstand in der Zeit nach 1945 und hat ihren Ursprung in der Nachfolge des französischen Symbolismus und der allgemeinen Sprachskepsis der Moderne sowie der Erfahrung des Nationalsozialismus. 
Die herkömmlichen Gedichtformen (als „schöne“ Gedichte) erschienen den Autoren als unmöglich (vgl. Theodor W. Adornos Verdikt: „Nach Auschwitz ein Gedicht zu schreiben, ist barbarisch.“), da sie die Erfahrung des Nationalsozialismus und insbesondere des Holocaust nicht angemessen verarbeiten konnten. Die hermetischen Dichter kritisierten mit ihrem bewusst distanzierten Gebrauch der Sprache auch die Sprache des Nationalsozialismus und deren Kontinuität in der Nachkriegszeit. 

## Bekannte Autoren
- Rose Ausländer (1901–1988): Blinder Sommer (1965)
- Ingeborg Bachmann (1926–1973): Die gestundete Zeit (1953), Anrufung des großen Bären (1956)
- Gottfried Benn (1886–1956): Statische Gedichte (1948)
- Paul Celan (1920–1970): Mohn und  Gedächtnis (1952, darin die Todesfuge), Die Niemandsrose (1963),  Fadensonnen (1968)
- Ernst Meister (1911–1979): Zahlen und Figuren (1958), Zeichen um Zeichen (1968), Sage vom Ganzen den Satz (1972) und weitere Werke
- Nelly Sachs (1891–1970): In den Wohnungen des Todes (1947), Sternenverdunkelung (1949)
- Johannes Bobrowski (1917–1965): Sarmatische Zeit (1961), Schattenland Ströme (1962), Wetterzeichen (1966)